# Таране Алідусті
Таране Алідусті (перс. ترانه علیدوستی; 12 січня 1984, Тегеран, Іран) — іранська акторка.

## Біографія
Її батько Хамід Алідусті, гравець футбольної збірної Ірану, а мати була скульпторкою.
У 18-річному віці Таране вперше знялась у кіно, зігравши головну роль у фільмі Расула Садр Амелі «Я – Таране, мені 15 років». За цю роботу її було нагороджено «Бронзовим леопардом» як найкращу акторку на кінофестивалі в Локарно, а також «Кришталевим симургом» як найкращу акторку на кінофестивалі Фаждр, що зробило її наймолодшою володаркою тієї премії.
Після того знялась у низці картин іранського кінорежисера Асгара Фархаді. За роль у фільмі «Комівояжер» вона претендувала на звання найкращої акторки в основному конкурсі Каннського кінофестивалю 2016 року.
Окрім праці в кіно, Таране Алідусті грає в театрі.

## Вибіркова фільмографія
| Рік  |   | Українська назва          | Оригінальна назва              | Роль                 |
| ---- | - | ------------------------- | ------------------------------ | -------------------- |
| 2002 | ф | Я – Таране, мені 15 років | من ترانه ۱۵ سال دارم           | Таране               |
| 2004 | ф | Чарівне місто             | شهر زیب                        | Фірузе               |
| 2006 | ф | Середа феєрверків         | چهارشنبه سوری                  | Рухі                 |
| 2008 | ф | Ханаан                    | کنعان                          | Міна                 |
| 2008 | ф | Ширін                     | شیرین                          | жінка в кінозалі     |
| 2008 | ф | Сумніви                   | تردید                          | Махтаб у ролі Офелії |
| 2009 | ф | О Еллі                    | درباره الی                     | Еллі                 |
| 2012 | ф | Простий прийом            | پذیرایی ساده                   | Лейла                |
| 2012 | ф | В конці Восьмої вулиці    | انتهای خیابان هشتم             | Нилуфар              |
| 2014 | ф | Шлюб                      | زندگی مشترک آقای محمودی و بانو | Саназ                |
| 2014 | ф | Атомне серце              | مادر قلب اتمی                  | Саназ                |
| 2016 | ф | Комівояжер                | فروشنده                        | Рана                 |